# Langen Jarchow
Langen Jarchow is een voormalige gemeente in de Duitse deelstaat Mecklenburg-Voor-Pommeren. De gemeente maakte deel uit van het Landkreis Ludwigslust-Parchim. Per 1 januari 2016 fuseerde Langen Jarchow met de gemeente Zahrensdorf tot de nieuwe gemeente Kloster Tempzin.